# 9e cérémonie des Rubans d'argent
La 9e cérémonie des Rubans d'argent, organisée par le syndicat national des journalistes cinématographiques italiens, s'est déroulée en 1954. 

## Palmarès

### Producteur du meilleur film
- PEG Film et Cite Film - Les Vitelloni

### Meilleur réalisateur
- Federico Fellini - Les Vitelloni

### Meilleur scénario
- Vitaliano Brancati, Sergio Amidei, Vincenzo Talarico (en) et Luigi Zampa - Anni facili

### Meilleure actrice
- Gina Lollobrigida - Pain, Amour et Fantaisie

### Meilleur acteur
- Nino Taranto - Anni facili

### Meilleure actrice dans un second rôle
- Elisa Cegani - Quelques pas dans la vie

### Meilleur acteur dans un second rôle
- Alberto Sordi  - Les Vitelloni

### Meilleure photographie
- Mario Craveri - Magie verte

### Meilleure musique de film
- Mario Zafred - La Chronique des pauvres amants

### Meilleurs décors
- Pek G. Avolio - La Chronique des pauvres amants

### Prix spéciaux
- Lea Padovani pour son interprétation
- Antonio Pietrangeli - Du soleil dans les yeux

### Meilleur documentaire
- Magie verte de Gian Gaspare Napolitano

### Réalisateur du meilleur film étranger
- Raymond Abrashkin, Ruth Orkin et Morris Engel - Le Petit Fugitif